# Campeonato Ucraniano de Futebol - Segunda Divisão
O Campeonato Ucraniano de Futebol - Segunda Divisão (em ucraniano, "Перша ліга", Ukrayinska Persha liha; em português:  Primeira Liga Ucraniana ) é uma liga profissional de futebol da Ucrânia e o segundo nível da pirâmide das competições nacionais de futebol. Membros da liga também participam da Copa da Ucrânia.

## História
A liga foi criada pela recém-reorganizada Federação de Futebol da Ucrânia (uma sucessora da Federação de Futebol da SSR da Ucrânia) com a desintegração da União Soviética como uma segunda camada, inferior à Liga Superior da Ucrânia (Vyshcha Liha) e superior à Transição Ucraniana Liga (Perekhidna Liha).
A primeira rodada de jogos desta liga foi em 14 de março de 1992. A própria liga foi organizada poucos meses antes e consistia principalmente de todos os clubes ucranianos que anteriormente competiam em um dos grupos do Segundo Baixo Soviético Liga (4ª camada, ver competições ucranianas soviéticas). À liga também foram adicionados alguns times de reserva da Top League soviética da competição de times de reserva da Top League soviética e os três melhores jogadores do campeonato ucraniano de futebol entre os amadores, KFK (clubes de fitness).
O Persha Liha (Primeira Liga) é inferior à Vyshcha Liha (primeira divisão) (atualmente conhecido como Premier League Ucraniana) e é a segunda divisão do sistema de liga profissional de futebol ucraniano.
A Primeira Liga foi incorporada à organização do PFL que reunia todas as ligas de futebol de clubes não amadores (Top, Primeira e Segunda). Em 26 de maio de 1996, realizou-se a Conferência Constituinte dos Clubes Não Amadores, que criou a Liga Profissional e confirmou o seu estatuto, bem como a sua administração. A maioria dos clubes que já haviam participado das competições da liga de futebol ucraniana foram reorganizados como profissionais, um processo que na verdade começou no final dos anos 1980. Em 17 de julho, a liga profissional assinou um acordo com várias outras organizações nacionais de futebol para organizar competições entre os clubes profissionais (seus membros). De acordo com o jornal Halychyna (Ivano-Frankivsk), o orçamento anual dos clubes da liga variou entre 6 milhões a 30 milhões de hryvnias em 2010.
A Liga tornou-se oficialmente a primeira liga da Liga de Futebol Profissional (PFL) a partir de 15 de abril de 2008, quando a Premier League ucraniana se reorganizou em uma entidade autônoma, se tornando o primeiro nível nacional. Normalmente, as duas primeiras equipes da Primeira Liga são promovidas para a Premier League, enquanto as duas equipes mais baixas da Premier League são rebaixadas para a Primeira Liga. Uma vez que cada clube só pode ser representado com um único time por cada liga, a promoção do segundo time muitas vezes é anulada, permitindo assim a promoção do terceiro colocado durante uma temporada. Uma das segundas equipas de maior sucesso é o Dynamo Kyiv (FC Dynamo-2 Kyiv).

## Campeões
As equipes promovidas estão marcadas em  'negrito' .
| Edição  | Grupo   | Campeão                      | Vice-campeão           | Terceiro lugar               |
| ------- | ------- | ---------------------------- | ---------------------- | ---------------------------- |
|         |         |                              |                        |                              |
| 1992    | A       | Veres Rivne                  | Pryladyst Mukacheve    | Polihraftekhnika Oleksandria |
| 1992    | B       | Kryvbas Kryvyi Rih           | Metalurh Nikopol       | Artania Ochakiv              |
|         |         |                              |                        |                              |
| 1992–93 | 1992–93 | Nyva Vinnytsia               | Temp Shepetivka        | Naftovyk Okhtyrka            |
|         |         |                              |                        |                              |
| 1993–94 | 1993–94 | Prykarpattya Ivano-Frankivsk | Evis Mykolaiv          | Polihraftekhnika Oleksandria |
|         |         |                              |                        |                              |
| 1994–95 | 1994–95 | Zirka-NIBAS Kirovohrad       | CSKA-Borysfen Boryspil | Metalurh Nikopol             |
|         |         |                              |                        |                              |
| 1995–96 | 1995–96 | Vorskla Poltava              | Bukovyna Chernivtsi    | Stal Alchevsk                |
|         |         |                              |                        |                              |
| 1996–97 | 1996–97 | Metalurh Donetsk             | Dínamo-2 Kyiv]         | Metalurh Mariupol            |
|         |         |                              |                        |                              |
| 1997–98 | 1997–98 | SC Mykolaiv                  | Dínamo-2 Kyiv]         | Metalist Kharkiv             |
|         |         |                              |                        |                              |
| 1998–99 | 1998–99 | Dínamo-2 Kyiv]               | Chornomorets Odessa    | Torpedo Zaporizhia           |
|         |         |                              |                        |                              |
| 1999–00 | 1999–00 | Dínamo-2 Kyiv]               | Stal Alchevsk          | FC Cherkasy                  |
|         |         |                              |                        |                              |
| 2000–01 | 2000–01 | Dínamo-2 Kyiv]               | Zakarpattia Uzhhorod   | Polihraftekhnika Oleksandria |
|         |         |                              |                        |                              |
| 2001–02 | 2001–02 | SC Volyn-1 Lutsk             | Chornomorets Odessa    | Obolon Kyiv                  |
|         |         |                              |                        |                              |
| 2002–03 | 2002–03 | Zirka Kirovohrad             | Borysfen Boryspil      | Dínamo-2 Kyiv                |
|         |         |                              |                        |                              |
| 2003–04 | 2003–04 | Zakarpattia Uzhhorod         | Metalist Kharkiv       | Naftovyk Okhtyrka            |
|         |         |                              |                        |                              |
| 2004–05 | 2004–05 | Stal Alchevsk                | Arsenal Kharkiv        | Zorya Luhansk                |
|         |         |                              |                        |                              |
| 2005–06 | 2005–06 | Zorya Luhansk                | Karpaty Lviv           | Obolon Kyiv                  |
|         |         |                              |                        |                              |
| 2006–07 | 2006–07 | Naftovyk-Ukrnafta Okhtyrka   | Zakarpattia Uzhhorod   | Obolon Kyiv                  |
|         |         |                              |                        |                              |
| 2007–08 | 2007–08 | Illichivets Mariupol         | FC Lviv                | Obolon Kyiv                  |
|         |         |                              |                        |                              |
| 2008–09 | 2008–09 | Zakarpattia Uzhhorod         | Obolon Kyiv            | PFC Oleksandria              |
|         |         |                              |                        |                              |
| 2009–10 | 2009–10 | FC Sevastopol                | Volyn Lutsk            | Stal Alchevsk                |
|         |         |                              |                        |                              |
| 2010–11 | 2010–11 | PFC Oleksandria              | Chornomorets Odesa     | Stal Alchevsk                |
|         |         |                              |                        |                              |
| 2011–12 | 2011–12 | Hoverla-Zakarpattia Uzhhorod | Metalurh Zaporizhya    | FC Sevastopol                |
|         |         |                              |                        |                              |
| 2012–13 | 2012–13 | FC Sevastopol                | Stal Alchevsk          | PFC Oleksandria              |
|         |         |                              |                        |                              |
| 2013–14 | 2013–14 | FC Olimpik Donetsk           | PFC Oleksandria        | Stal Alchevsk                |
|         |         |                              |                        |                              |
| 2014–15 | 2014–15 | PFC Oleksandriya             | Stal Dniprodzerzhynsk  | Hirnyk-Sport Komsomolsk      |
|         |         |                              |                        |                              |
| 2015–16 | 2015–16 | Zirka Kirovohrad             | Cherkaskyi Dnipro      | Obolon-Brovar Kyiv           |
|         |         |                              |                        |                              |
| 2016–17 | 2016–17 | Illichivets Mariupol         | Desna Chernihiv        | Veres Rivne                  |
|         |         |                              |                        |                              |
| 2017–18 | 2017–18 | Arsenal Kiev                 | FC Poltava             | Desna Chernihiv              |
|         |         |                              |                        |                              |
| 2018–19 | 2018–19 | SC Dnipro-1                  | Kolos Kovalivka        | Volyn Lutsk                  |
|         |         |                              |                        |                              |
| 2019–20 | 2019–20 | FC Mynai                     | Rukh Lviv              | Inhulets Petrove             |
|         |         |                              |                        |                              |
| 2020–21 | 2020–21 | Veres Rivne                  | FK Chornomorets Odesa  | Metalist 1925 Kharkiv        |
|         |         |                              |                        |                              |

## Número de títulos por clube
| Clube                           | Campeão | Vice-campeão | Temporadas                |
| ------------------------------- | ------- | ------------ | ------------------------- |
| Dínamo-2                        | 3       | 2            | 1998–99, 1999–00, 2000–01 |
| FK Hoverla-Zakarpattia Uzhhorod | 3       | 2            | 2003–04, 2008–09, 2011–12 |
| FK Zirka Kirovohrad             | 3       | 0            | 1994–95, 2002–03, 2015–16 |
| PFC Oleksandria                 | 2       | 1            | 2010–11, 2014–15          |
| FK Sevastopol                   | 2       | 0            | 2009–10, 2012–13          |
| Fk Illichivets Mariupol         | 2       | 2            | 2007–08, 2016–17          |
| NK Veres Rivne                  | 2       | 2            | 1992 e 2020–21            |
| FC Mynai                        | 1       | 0            | 2020-21                   |